# モーティマー・マウス
モーティマー・マウス (Mortimer Mouse) は、フロイド・ゴットフレッドソンによって創作されたウォルト・ディズニー・カンパニーのディズニーキャラクターである。同名の2名のキャラクター、さらにディズニーと無関係のキャラクターが存在するが、全員を本稿にて解説するものとする。

## 名前
「モーティマー」は、元々ウォルト・ディズニーが考案したネズミのキャラクターに付けようとしていた名前である。しかし、妻のリリアン・ディズニーなどからの反対によりこの名前はお蔵入りとなり、そのキャラクターは「ミッキーマウス」と名付けられた。

## ミニーマウスのおじのモーティマー・マウス
1930年のコミック・ストリップ「Mickey Mouse in Death Valley」には、ミニーマウスの牧場を所有している牧畜業者のおじとして登場する。このモーティマーはこれ以降も、1930年代初めのミッキーマウスを主人公にした多くのコミック・ストリップに登場した。しかしながら、現在までアニメーションには登場したことがない。

## ミニーマウスの幼なじみのモーティマー・マウス
1936年の短編映画『ミッキーのライバル大騒動』 (Mickey's Rival) には、ミニーの愛を巡るミッキーの競争相手として登場する。ミニーとは幼なじみであり、スポーツカーを乗り回して気取っている自惚れ屋だが実際はドジで臆病なところがあるキャラクターとして描かれている。中にはピートの代わりに悪役として登場したこともある。
このモーティマーは、後の漫画やアニメシリーズ『ミッキーマウス・ワークス』、『ハウス・オブ・マウス』にも準レギュラーのような形で出演した。口癖は"Ha-cha-cha!"で、ミッキー達が彼を話題にするときに口に出すなどかなり浸透している。上記の短編アニメでのキザで狡猾な性格が強調され、「ハウス・オブ・マウス」ではミニーや彼女以外の女性キャラにも過剰なアプローチをかけてはクラブを追い出されることが多い他、ステージで醜態を晒してはゲスト達からブーイングや嘲笑を浴びている。様々な場面でミッキーと競い合い、激戦の末ミニーのデートの相手役を勝ち取るも過剰なアプローチが仇となってミッキーに逆転されたり、クリスマスの飾り付けではプルートに勝利を奪われてしまった。ミニーへの過剰なアプローチが原因で警察からも目をつけられており、職務質問を受けたり連行されたこともあった。ミッキーがミニーに送る予定のファックスを誤って受け取った際には、好意的に接してきた他、ミッキーを轢死させた（実際はミッキーの芝居）と勘違いした時には本気で悲しんだ事もあった。
『ミッキーマウス!』でもミニーを狙うも返り討ちに遭ったり、ミッキーにいたずらした際も、ピートの怒りを買い、殴り飛ばされている。
『ミッキーマウスとロードレーサーズ』では数多くのヒーロー役を演じる人気俳優「モーティー・マックール」として登場し、ミニーやデイジーだけでなく、ミッキー達からも尊敬され、グーフィーからは憧れのヒーローだと敬愛されたが実際は利己的で目立つことしか考えておらず、その本性を見たミニー達から幻滅され、その行動が仇となり、真のヒーローの座もグーフィーに取られてしまった。
『ミッキーマウスのワンダフルワールド』 ではミッキーの憧れの騎士として登場するがここでも従者の手柄を横取りしながらも自身は戦わずに逃げる卑怯者として描かれており、終盤はその本性が住民にバレ、最後は皆の笑われ者になった。
『ミッキーマウス クラブハウス』のTVスペシャル「スーパーアドベンチャー」では悪役として登場するも最後はミッキー達と和解し、仲良くなるという珍しいパターンがあった。

## 声優
これらのアニメーションの声優はモーリス・ラマーシュが担当している。OVA『ミッキーのクリスマスの贈りもの』ではミニーの上司役となっているが、デザインが若干異なり、声優も本国版ではジェフ・ベネットが、日本語吹替版では牛山茂が担当している。日本語吹き替えはポニー版、バンダイ版では江川泰子が、BVHE版では江原正士がそれぞれ行っていたが、現在はBVHE（新）版の日本語吹き替えによる『ミッキーのライバル大騒動』でモーティマーを演じた水内清光が担当することが多い。

## ディズニー以外のモーティマー・マウス
- 『The Adventures of Mortimer Mouse』はCharlene McCoy作の子供向け絵本。
- Berkeley Breathedのコミック・ストリップ『Outland』のキャラクター。気難しく、よく煙草を吸い、不精髭を生やしたネズミである。2つのボタンが付いた半ズボン（ミッキーのものによく似ている）を履き、マイケル・アイズナーとの取っ組み合いの結果、片耳の一部をかじられたという設定になっている。